# Timoclea uccide il capitano di Alessandro Magno
(Plutarco, dal suo Mulierum Virtutes)
Timoclea uccide il capitano di Alessandro Magno è un dipinto di Elisabetta Sirani, realizzato nel 1659 e esposto al Museo nazionale di Capodimonte, a Napoli.

## Storia
Realizzato nel 1659, Timoclea è uno dei numerosissimi dipinti nei quali la pittrice Elisabetta Sirani, come fece la grande Artemisia Gentileschi, rappresenta personaggi femminili forti e fieri, tratti soprattutto dalla storia greca e romana e dalla Bibbia. Come in molte altre sue opere, la Sirani rappresenta spesso personaggi femminili storici narrati da Plutarco, il suo scrittore preferito.

## Descrizione
Il quadro rappresenta un reale personaggio storico della Grecia narrato da Plutarco: Timoclea, nobildonna di Tebe la quale, dopo essere stata violentata da un comandante della Tracia alleato di Alessandro Magno, per ottenere la sua vendetta portò lo stesso ad un pozzo facendogli credere che al suo interno fossero nascosti i preziosi tesori della sua città: così l'uomo stupidamente si sporse per guardare meglio, e Timoclea lo spinse dentro il pozzo, per poi gettargli dei sassi contro fino a farlo morire. Con questo gesto si sarebbe guadagnata il rispetto e la magnanimità di Alessandro Magno che, sbalordito dal coraggio e la fierezza della donna, le concesse la vita e la libertà nonostante fosse una nemica.
Il dipinto raffigura proprio il momento culmine della vendetta di Timoclea, con ella che gli afferra le caviglie alzate in aria per spingerlo con forza del buco, mentre l'uomo tenta di opporre resistenza, piegando un braccio e afferrando l'orlo del pozzo marmoreo, in un'espressione terrorizzata: da notare la minuziosità e perfezione con cui l'autrice ha dipinto i muscoli fortemente contratti degli arti di entrambi i soggetti.
Nel gettare e uccidere il suo stupratore, Timoclea, come suggerisce la sua espressione, si dimostra decisa e per nulla trattenuta nell'agire, proprio come la storia tramanda fosse il carattere della donna.
Un dettaglio molto particolare da osservare è il bassorilievo con cui è decorato il pozzo: esso raffigura non a caso la famosa e fittizia battaglia tra Centauri e Lapìti che si scatenò durante le nozze di Piritoo e Ippodamia , durante la quale i Centauri con una furia bestiale si gettarono contro le Lapitesse, tentando di stuprarle, ma venendo fortemente sconfitti da queste ultime con l'aiuto di Teseo. Questo è un chiaro collegamento alla vicenda di Timoclea che, nonostante non sia riuscita a sfuggire alla violenza come loro, ottiene la sua vendetta e sconfigge l'aggressore. Sotto il bassorilievo è visibile la scritta "Elisab. Sirani F." e l'anno di realizzazione dell'opera.